# 消防犬
消防犬，是為消防機構服務的工作犬，透過靈敏的嗅覺，負責協助偵測火場有否助燃劑及搜救被困人员。消防犬的裝備包括防火腳套、防火衣。近年來隨著科技進步，已經有攜帶定位裝置與攝影系統的消防犬投入救援工作中。

## 常用犬種
通常使用大型犬隻，才較有體力應付長時間救援任務。
例如：
- 拉布拉多犬

## 流行文化
- 2007年美國電影《我家也有消防狗》